# Pokémon Mystery Dungeon: Rescue Team DX

Pokémon Mystery Dungeon: Rescue Team DX (ポケモン不思議のダンジョン 救助隊DX  Pokémon Fushigi no Danjon Kyūjotai DX) er et remake fra 2020 af spillet Pokémon Mystery Dungeon: Blue Rescue Team og Red Rescue Team fra 2005. Det er en del af Pokémon Mystery Dungeon-serien, som er udviklet af Spike Chunsoft, udgivet af The Pokémon Company, og distribueret af Nintendo til Nintendo Switch-konsollen. Efter spillets annoncering den 9. januar 2020 fik det udgivelsesdatoen den 6. marts 2020 i hele verden. Spillet er det første remake af et Pokémon-spil, som ikke er en del af hovedserien. Spillet har en ny, malerisk æstetik, og har flere nye mekaniker, som ikke var i originalen, så som Megaudvikling, auto-gem og auto-tilstand. Fra og med marts 2020 har spillet solgt 1 million eksemplarer verden over.